# Pyrrhorachis subcornuta
Pyrrhorachis subcornuta là một loài bướm đêm trong họ Geometridae.